# Henrich Benčík
Henrich Benčík (Nyitra, 1978. október 4. –) szlovák labdarúgó, a másodosztályú FC Nitra csatárja. Súlyos betegsége előtt utolsó klubja a német VfL Osnabrück volt. 2013. telén visszatért szülővárosa klubjába, az FC Nitra csapatába.